# BASTA! (coligação)
O BASTA! foi uma coligação populista de direita, formada pelo partido político Chega! (na altura ainda em processo de legalização), pelo Partido Popular Monárquico (PPM), pelo Partido Cidadania e Democracia Cristã  (PPV/CDC) e pelo movimento Democracia 21.

## História
A coligação foi formada no âmbito das eleições europeias de 2019, juntando, segundo o cabeça-de-lista André Ventura, várias sensibilidades da direita portuguesa, pertencentes aos partidos integrantes da coligação, como o conservadorismo, o populismo e o nacionalismo, defendidos pelo Chega!, o monarquismo, defendido pelo Partido Popular Monárquico, e a democracia cristã, defendida pelo Partido Cidadania e Democracia Cristã.
Antes daquela coligação, Ventura já se teria coligado com o Partido Popular Monárquico nas eleições autárquicas de 2017 para a Câmara Municipal de Loures enquanto candidato do PSD.
A coligação apresenta-se como sendo conservadora. O seu cabeça de lista nas eleições para o Parlamento Europeu, André Ventura, é contrário ao aborto, mas contra a sua criminalização, e ao casamento entre pessoas do mesmo sexo.
Nas eleições europeias, o BASTA! somou 49 496 votos, e 1,49% dos votos totais. Teve, assim, um crescimento de 0,58 pontos percentuais em relação à junção dos valores obtidos pelo PPM e pelo PPV/CDC nas eleições europeias de 2014.
O movimento Democracia 21 abandonou a coligação por divergências no tema do aborto, no dia 18 de junho de 2019.
Nas eleições legislativas do mesmo ano o Chega! candidatou-se sozinho, incluindo militantes do PPV/CDC. O PPM candidatou-se sozinho incluindo militantes do movimento Democracia 21.

## Partidos constituintes
| Partidos/Movimentos | Partidos/Movimentos                   | Líder                     | Ideologia                                           | Espectro        |
| ------------------- | ------------------------------------- | ------------------------- | --------------------------------------------------- | --------------- |
|                     | Chega                                 | André Ventura             | Nacionalismo português, populismo e conservadorismo | Extrema-direita |
|                     | Partido Popular Monárquico            | Gonçalo da Câmara Pereira | Monarquismo e conservadorismo social                | Direita         |
|                     | Partido Cidadania e Democracia Cristã | Manuel Matias             | Doutrina social da Igreja e democracia cristã       | Direita         |

## Resultados eleitorais

### Eleições europeias
| Data | Cabeça de lista | Cl. | Votos  | %            | Deputados |
| ---- | --------------- | --- | ------ | ------------ | --------- |
| 2019 | André Ventura   | 9.º | 49 475 | 1,49 / 100,0 | 0 / 21    |